# Стринадюк Люба-Параскевія
Люба-Параскевія Стринадюк (28 лютого 1989 року, гуцульське село Замагора, Верховинський район, Івано-Франківська область — українська письменниця, перекладачка німецькомовної художньої літератури.

## З життєпису
Навчалася на кафедрі ґерманістики Львівського університету ім. Івана Франка, де отримала диплом маґістра (2011).
Мешкає у Львові. Учасниця багатьох письменницьких та перекладацьких резиденцій в Україні та за кордоном.

## Творчий доробок
Авторка прозових книг «У нас, гуцулів» (2014), «До данцу» (2015), «Вивчєрики» (2016), «Як я 'му жити на полонині» (2018), «З-за гір'я. Щоденник любові» (2019), «Huzulen: Історія одного роду. Помітки для пам'яті» (2021), «Дай ноту ля. Гуцульські етюди» (2023).
«У нас, гуцулів. Сім книжок» — зібрання прозових творів Люби-Параскевії Стринадюк, до видання входять вже опубліковані книги авторки, а також нова книжка прози «Дай ноту ля. Гуцульські етюди» (2023). Сім книжок, де письменниця гармонійно поєднує гуцульський діалект з літературною українською мовою.
Люба-Параскевія переклала з німецької книги: «Цісар Америки. Велика втеча з Галичини.» Мартіна Поллака (2015), «Собакоїди та інші люди» Карла-Маркуса Ґауса (2017), «Сканери» Роберта М. Зоннтаґа (2018), «Гаф-пайп — старт Леона-новачка» Лізи Ґаллаунер (2013), «Пробні ночі німецьких сільських дівчат» Фрідріха Крістофа Й. Фішера; трилогію Арно Каменіша — «Сец Нер» (2020), «Позаду вокзалу» (2020), «Усе допито» (2020); «Молодь без Бога» Одьона фон Горвата (2023); «Мисливець на вовків» Крістофа Рансмаєра і Мартіна Поллака (2023).
«По татовому плечу» — нова прозова книжка Люби-Параскевії Стринадюк про гуцульський рід по татові, про гуцульську музику і знаних музикантів, гуцульську колєду, данці й театр. Це художня проза, де переплітаються світи родинний і мистецький, де сусідять ґаздівство й набутки, творячи й довершуючи один одного. Книжка вийшла у видавництві «Брустури» (Discursus) у 2025 році.